# Werner Müller (Motorsportler)
Werner Müller (* 1967) ist ein ehemaliger österreichischer Motocross- und Endurosportler und mehrfacher Enduro-Europameister.

## Sportlicher Werdegang
Seine ersten Fahrversuche machte er bereits im Schulalter auf einer Ossa seines älteren Bruders. Ab 1981 fuhr er zwei Jahre nationale Läufe zur österreichischen Trail-Meisterschaft, bestes Ergebnis war der zweite Platz in der Gesamtwertung der Klasse bis 50 cm³.
Ab 1983 bestritt er erfolgreich Motocross-Wettbewerbe. So wurde er drei Mal Staatsmeister und erreichte mehrfach zweite Plätze in der Gesamtwertung zur österreichischen Motocross Meisterschaft. Neben der österreichischen Motocross Meisterschaft nahm er auch an den Austrian (ACC) sowie European Cross Country Championships (ECC) teil, wobei er erstere 2016 in der Pro-Klasse gewinnen konnte. Ferner wurde er ein Mal Hillclimbing Europameister und konnte zwölf internationale Hallencross-Wettbewerbe gewinnen. Er nahm insgesamt sechs Mal am ErzbergRodeo teil, konnte zweimal den Prolog gewinnen und erreichte im „Hare Scramble“ als beste Platzierung einen vierten Platz.
Seit 2001 startete Müller neben dem Motocross auch bei Enduro-Wettbewerben. Er nahm erfolgreich an der österreichischen Enduro Meisterschaft teil, in der er sieben Mal den Staatsmeister-Titel erringen konnte. Dabei gelangen ihm in der Saison 2010 an allen Fahrtagen bei jedem der acht durchgeführten Läufe der Sieg und er erreichte damit die maximal möglichen 200 Wertungspunkte in seiner Klasse.
Neben den nationalen Wettbewerben nahm er überaus erfolgreich an der Enduro-Europameisterschaft teil. So wurde er 2002, 2003, 2005 und 2006 Meister in der Klasse Senior E3 (Viertakt ohne Hubraumbegrenzung) sowie zwischen 2011 und 2015 fünf Mal in Folge Meister in der Veteranen-Klasse. Zudem nahm er an der Enduro-Weltmeisterschaft teil und erreichte in der Klasse E3 als beste Platzierung in der Gesamtwertung zwei siebte Plätze.
Mit Einführung des Enduro Open World Cup nahm er 2019 an der Enduro-WM teil und erreichte dort mehrere Podestplatzierungen sowie in der Gesamtwertung der Klasse Open Senior den zweiten Platz hinter dem mehrfachen Enduro-Weltmeister David Knight.
Für seine Leistungen wurde er 2002 zum Motorsportler sowie 2003 zum Motorradsportler des Jahres in Österreich gewählt. Darüber hinaus erhielt er bislang 22-mal den Ehrenpreis der Austrian Motorsport Federation bzw. der Vorgängerorganisation OSK.
Bis Ende 2009 ging Müller auf KTM-Motorrädern an den Start, mit Beginn der Saison 2010 wechselte er zu GasGas.
2015 gründete er das „Werner Müller Racing Team“ und engagiert sich dort in der Nachwuchsförderung im Motocross- und Endurosport.
2020 bestritt er als Fahrer seine 40. Motorsport-Saison und errang dabei den Titel in der Gesamtwertung des Slovenian Cross Country in der Senioren-Klasse und sicherte sich in der Over-all-Wertung den zweiten Platz. 2023 nahm er am FIM Enduro Open World Cup im Rahmen der Enduro-Weltmeisterschaft teil und wurde Weltmeister in der Senior-Klasse.
Anfang März 2024 verkündete er das Ende seiner lang andauernden Fahrerlaufbahn.